# Puente de Tacoma (1940)
El puente de Tacoma Narrows construido en 1940, fue el primer cruce a través del estrecho de Tacoma. Este puente colgante, situado en el estado estadounidense de Washington, atravesaba el estrecho de Puget Sound en Tacoma Narrows, entre Tacoma y la península de Kitsap. Se abrió al tráfico el 1 de julio de 1940 y colapsó dramáticamente el 7 de noviembre del mismo año. En el momento de su construcción, era el tercer puente colgante más largo del mundo en términos de la longitud del vano principal, solo por detrás del Golden Gate y del puente George Washington. 

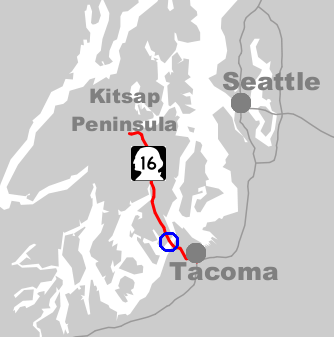
Mapa que muestra la ubicación del puente

La obra del puente se inició en septiembre de 1938. Desde el momento en que se construyó el tablero, comenzó a moverse verticalmente los días de viento, lo que llevó a los trabajadores de la construcción a darle al puente el apodo de Galloping Gertie. El movimiento se apreciaba incluso cuando el puente se abrió al público. Varias medidas destinadas a detener este movimiento fueron ineficaces, y el vano principal del puente finalmente se derrumbó cuando soplaba un viento de 40 mph (64 km/h) la mañana del 7 de noviembre de 1940. 
Tras el colapso, la participación de los Estados Unidos en la Segunda Guerra Mundial retrasó los planes para reemplazar el puente. Las partes del puente aún en pie después del derrumbe, incluidas las torres y los cables, fueron desmanteladas y vendidas como chatarra. Casi 10 años después del hundimiento, se abrió un nuevo Puente de Tacoma Narrows en el mismo lugar, utilizando los pedestales de las torres y los anclajes de los cables del puente original. La porción del puente que cayó al agua ahora sirve como un arrecife artificial. 
El colapso del puente tuvo un efecto duradero en la ciencia y la ingeniería. En muchos libros de texto de física, el hecho se presenta como un ejemplo de resonancia forzada elemental. El puente se derrumbó porque los vientos de velocidad moderada produjeron un aleteo aeroelástico que coincidía con la frecuencia natural del puente. El colapso impulsó la investigación en aerodinámica y aeroelasticidad estructural, que ha influido en los diseños de todos los puentes con grandes luces posteriores. 

## Diseño y construcción
El deseo de construir un puente entre Tacoma y la península de Kitsap se remonta a 1889, cuando se planteó una propuesta del Ferrocarril del Pacífico Norte para construir un puente de caballetes. Sin embargo, los primeros esfuerzos realmente concertados se iniciaron a mediados de los años 1920, cuando la Cámara de comercio de Tacoma comenzó a hacer campañas y a financiar estudios sobre el futuro puente en 1923. Varios consultores destacados de puentes, entre ellos Joseph B. Strauss, ingeniero jefe del Puente Golden Gate, y David B. Steinman, quien diseñó el Puente Mackinac, fueron consultados. Steinman realizó varias visitas financiadas por la Cámara de Comercio, que culminaron con una propuesta preliminar presentada en 1929, pero en 1931, se decidió cancelar el acuerdo, debido a que Steinman no estaba lo suficientemente activo para obtener financiación. Otro problema con la financiación del primer puente fue la compra del contrato del ferry de una empresa privada que prestaba servicios en el estrecho por entonces. 
La legislatura del estado de Washington creó la Autoridad del Puente de Peaje del Estado de Washington y asignó 5000 dólares (equivalentes a  100 175 dólares hoy) para estudiar la solicitud de Tacoma y el Condado de Pierce para construir un puente sobre el Estrecho.
Desde el principio, la financiación del puente fue un problema: los ingresos de los peajes propuestos no serían suficientes para cubrir los costos de construcción, pero hubo un fuerte apoyo para el puente de la Armada, que operaba el Astillero Naval Puget Sound en Bremerton, y del Ejército, que operaba el Campo McChord y Fort Lewis cerca de Tacoma. 
El ingeniero del estado de Washington, Clark Eldridge, produjo un diseño preliminar de puente colgante convencional ya probado, y la Autoridad del Puente de Peaje de Washington solicitó 11 millones (equivalentes a 220 millones de dólares hoy) de la Administración Federal de Obras Públicas (PWA). Los planes preliminares de construcción del Departamento de Carreteras de Washington habían previsto un armazón de 7,6 m de canto, suficientemente rígido para sustentar la calzada. 
Sin embargo, según Eldridge, "ingenieros consultores de la costa este" - expresión con la que se refería a Leon Moisseiff, el famoso ingeniero de puentes de Nueva York que ejerció como diseñador y consultor para el puente Golden Gate- se pusieron en contacto con la PWA y la Corporación Financiera de Reconstrucción (RFC) para construir el puente con un costo menor. Moisseiff y Frederick Lienhard, este último ingeniero de lo que entonces se conocía como la Autoridad del Puerto de Nueva York, publicaron un artículo que probablemente fue el avance teórico más importante en el campo de la ingeniería de puentes de la década. Su teoría de la distribución elástica amplió la teoría de la desviación originalmente ideada por el ingeniero austriaco Josef Melan para determinar la flexión horizontal bajo una carga de viento estática. Demostraron que la rigidez de los cables principales (a través de los tirantes) absorbería hasta la mitad de la presión estática del viento empujando una estructura suspendida lateralmente. Esta energía sería luego transmitida a los anclajes y las torres. Usando esta teoría, Moisseiff argumentó que bastaría utilizar en el puente un cajón de  2,4 m de canto, en lugar de los 7,6 m de la celosía propuesta por la Autoridad del Puente de Peaje de Washington. Este enfoque implicaba un diseño más esbelto y elegante, y también redujo los costos de construcción en comparación con el diseño del Departamento de Carreteras propuesto por Eldridge. El diseño de Moisseiff se impuso, ya que la otra propuesta se consideraba demasiado cara. El 23 de junio de 1938, la PWA aprobó casi 6 millones (equivalente a 130 millones de dólares de hoy en día) para el Puente de Tacoma Narrows. Otros 1.6 millones (35 millones hoy) se cobrarían de los peajes para cubrir el costo total estimado de 8 millones (173 millones de hoy). 

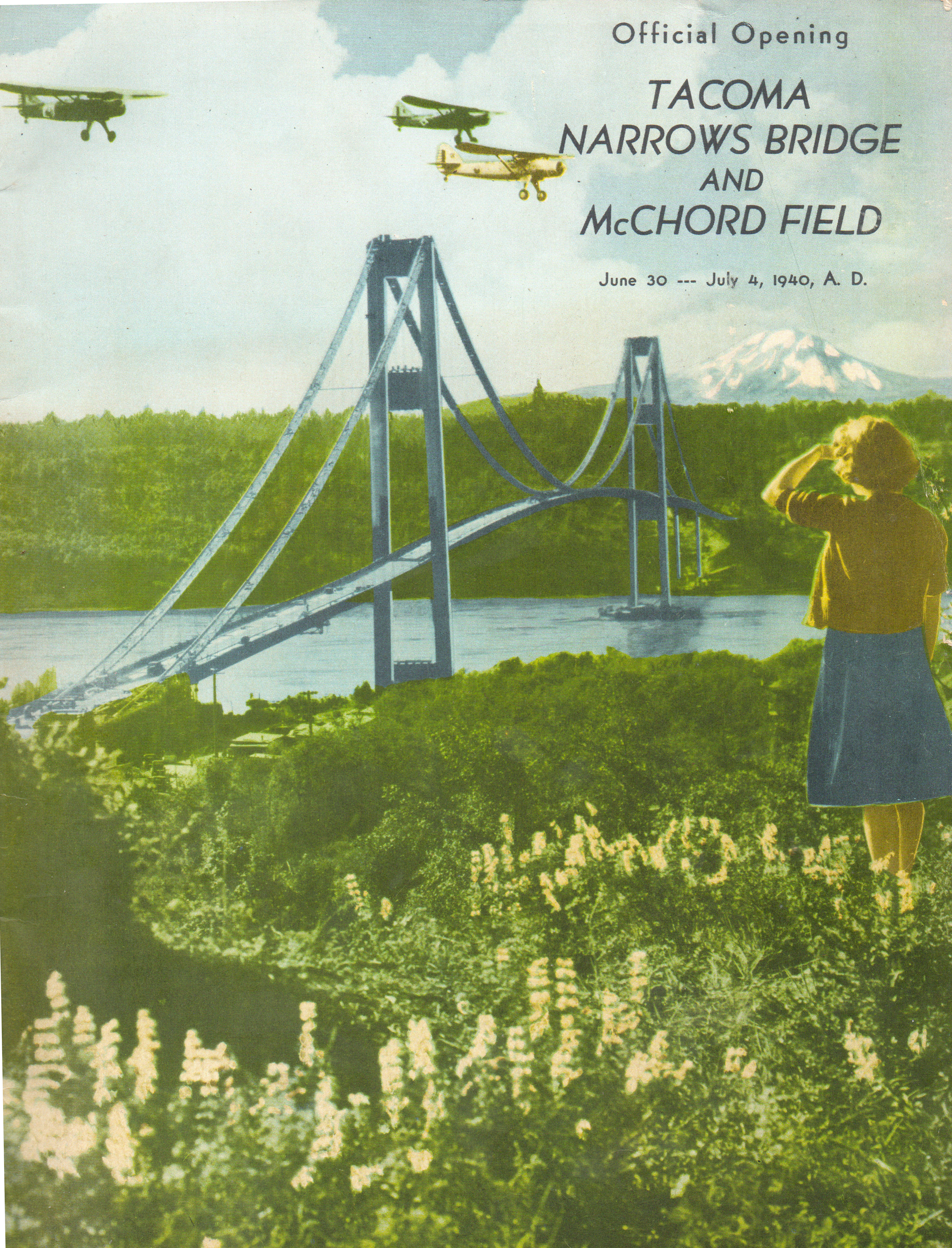
Programa para la apertura del Puente de Tacoma Narrows, 30 de junio de 1940

Siguiendo el diseño de Moisseiff, la construcción del puente comenzó el 27 de septiembre de 1938. La construcción duró solo diecinueve meses, a un costo de 6.4 millones (138.5 millones en la actualidad), que fue financiada por la subvención de la PWA y un préstamo de la RFC. 
El puente de los estrechos de Tacoma, con un tramo principal de 2800 pies (853,4 m), fue el tercer puente colgante más largo del mundo en ese momento, después del Puente George Washington entre Nueva Jersey y la Ciudad de Nueva York, y el Puente Golden Gate, que conecta San Francisco con el Condado de Marin al norte.
Debido a que los planificadores esperaban volúmenes de tráfico bastante ligeros, el puente se diseñó con dos carriles, y solo tenía 39 pies (11,9 m)  de ancho, un tablero bastante estrecho especialmente en comparación con su longitud. Con una viga-cajón de tan solo 2,4 m de canto total, la sección de la calzada del puente también era bastante estrecha. 
La decisión de usar un cajón tan estrecho y con tan poco canto resultó ser la perdición del puente de Tacoma original. Con esta mínimo cajón, el tablero del puente no era lo suficientemente rígido, siendo fácilmente desplazado por el viento. Desde el principio, el puente se hizo famoso por su movimiento. Un viento de leve a moderado podría hacer que las mitades alternativas del tramo central se elevasen y cayesen visiblemente varios pies en intervalos de cuatro a cinco segundos. Esta flexibilidad del puente fue experimentada por los constructores y por los trabajadores durante la obra, lo que llevó a bautizarlo informalmente como "Galloping Gertie". El apodo pronto se popularizó, e incluso el público (cuando comenzó el tráfico de peaje) sintió estos inusuales movimientos el día en que se abrió el puente el 1 de julio de 1940.

## Intento de controlar la vibración estructural
Dado que la estructura experimentó considerables oscilaciones verticales mientras aún estaba en construcción, se utilizaron varias estrategias para reducir el movimiento del puente. Incluyeron:
- Conexión del tablero con cables de atado, que se anclaron a bloques de hormigón de 50 toneladas en la costa. Esta medida resultó ineficaz, y los cables se cortaron poco después de su instalación.
- Adición de un par de cables oblicuos que conectaban los cables principales a la plataforma del puente en la mitad del tramo. Permanecieron en su lugar hasta el colapso, pero también fueron ineficaces para reducir las oscilaciones.
- Finalmente, la estructura estaba equipada con amortiguadores hidráulicos instalados entre las torres y el tablero para amortiguar el movimiento longitudinal del tramo principal. Sin embargo, la efectividad de los amortiguadores hidráulicos se anuló debido a que las juntas de las unidades de la viga-cajón se dañaron cuando el puente se trató con chorro de arena antes de ser pintado.

La Autoridad del Puente de Peaje de Washington contrató al profesor Frederick Burt Farquharson, profesor de ingeniería de la Universidad de Washington, para realizar pruebas en el túnel de viento y recomendar soluciones para reducir las oscilaciones del puente. El profesor Farquharson y sus alumnos construyeron un modelo a escala 1: 200 del puente y un modelo a escala 1: 20 de una sección de la cubierta. Los primeros estudios concluyeron el 2 de noviembre de 1940, cinco días antes del colapso del puente el 7 de noviembre. Propuso dos soluciones: 
- Taladrar orificios en los laterales de la viga-cajón y a lo largo de la cubierta para que el flujo de aire pudiera circular a través de ellas (reduciendo así las fuerzas de elevación)
- Dar una forma más aerodinámica a la sección transversal de la cubierta agregando carenados o placas deflectoras a lo largo de la cubierta, unidas al recubrimiento de la viga.

La primera opción no fue favorecida por su carácter irreversible. La segunda opción fue la elegida, pero no se llevó a cabo, porque el puente se derrumbó cinco días después de que se concluyeron los estudios.

## Colapso

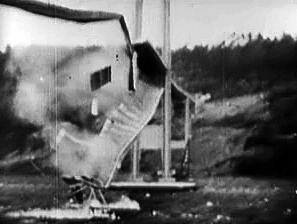
El puente se derrumba, en un fotograma de una película cinematográfica

El colapso inducido por el viento ocurrió el 7 de noviembre de 1940, aproximadamente a las 11:00  a. m. (PST), y fue causado por un fenómeno físico conocido como flameo aeroelástico.
Leonard Coatsworth, un editor de Tacoma News Tribune, fue la última persona que condujo un coche sobre el puente:

A mi alrededor podía oír como se agrietaba el hormigón. Volví al coche para buscar al perro, pero caí al suelo antes de que pudiera alcanzarlo. El coche mismo comenzó a deslizarse de lado a lado sobre la calzada. Decidí que el puente se estaba derrumbando y mi única esperanza era volver sobre tierra firme.
Apoyado sobre las manos y las rodillas la mayor parte del tiempo, me arrastré 450 m o más desde las torres ... Mi aliento se estaba acelerando; mis rodillas estaban arañadas y sangrando, mis manos magulladas e hinchadas de agarrarse al bordillo de hormigón ... Hacia el final, me arriesgué a ponerme de pie y correr unos cuantos metros seguidos ... Una vez a salvo, de vuelta al puesto de peaje, vi el colapso final del puente y como mi coche se hundía en en las aguas del Estrecho.

Tubby, el cocker spaniel de Coatsworth, fue la única víctima del desastre del Puente de Tacoma Narrows; se perdió junto con el coche de Coatsworth. El profesor Farquharson y un reportero fotográfico intentaron rescatar a Tubby durante una pausa, pero el perro estaba demasiado aterrorizado como para dejar el coche y mordió a uno de los rescatistas. Tubby murió cuando el puente cayó y ni su cuerpo ni el coche se recuperaron. Coatsworth estaba devolviendo aquel día a Tubby a su hija, que era la dueña del perro. Recibió 450 dólares por su automóvil (equivalentes a 9787 en la actualidad) y 364,40 dólares (7925 en la actualidad) en concepto de reembolso por el contenido de su automóvil, incluido Tubby.

## Investigación

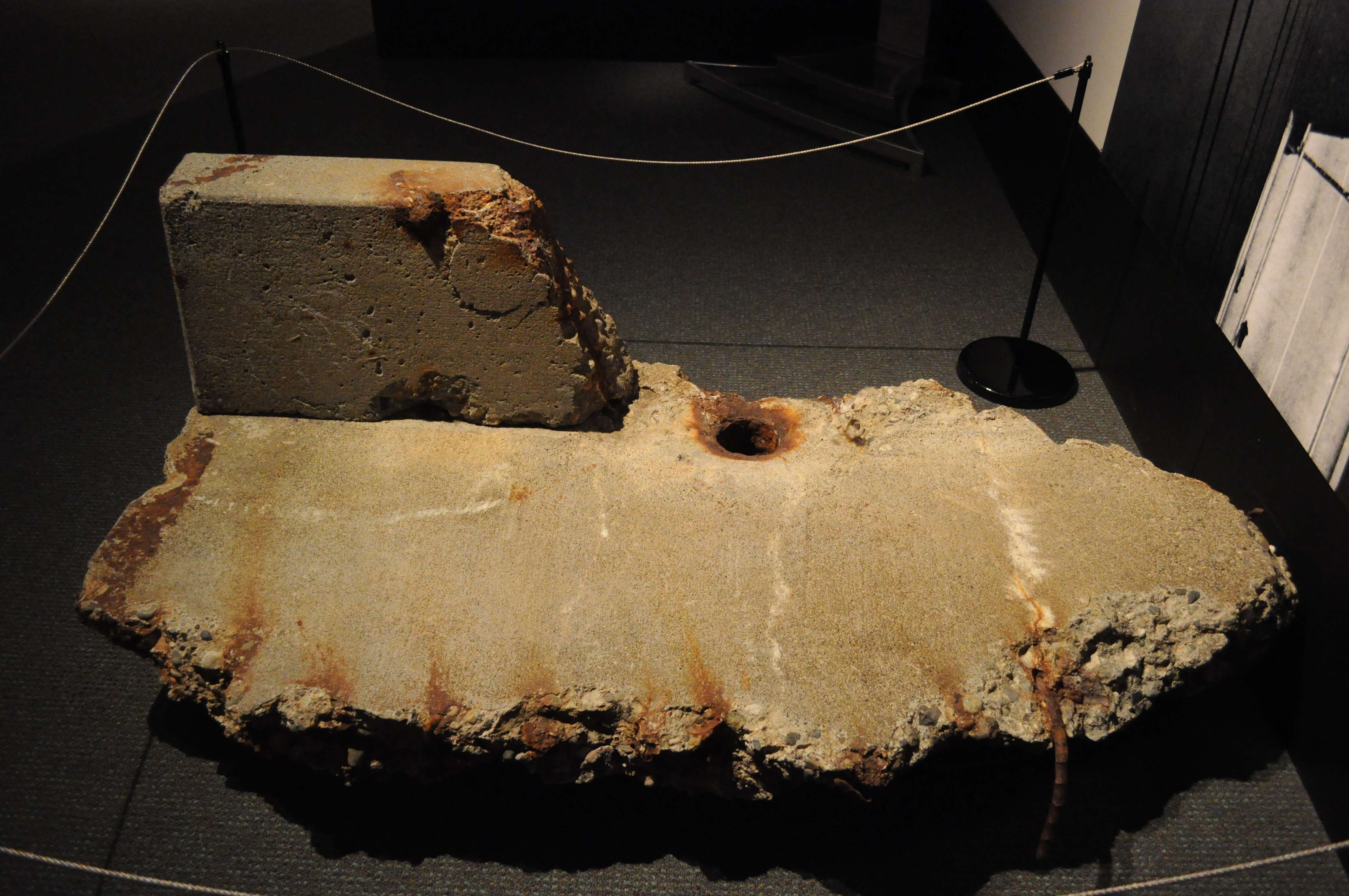
Un fragmento del puente colapsado, en el Museo de Historia del Estado de Washington, Tacoma, Washington

Theodore von Kármán, director del Laboratorio Aeronáutico Guggenheim y aerodinámico de renombre mundial, fue miembro de la junta de investigación sobre el colapso. Informó que el estado de Washington no pudo cobrar una de las pólizas de seguro por el puente porque su agente de seguros se había embolsado fraudulentamente las primas de los seguros. El agente, Hallett R. French, que representó a la Compañía de Garantía de Incendios Mercantil, fue acusado y procesado por robo a gran escala por retener las primas por un valor de 800,000 dólares del seguro (equivalente a 17 millones en la actualidad). Sin embargo, el puente estaba asegurado por muchas otras pólizas que cubrían el 80% del valor de la estructura de 5.2 millones (equivalente a 113 millones en la actualidad). La mayoría de estas pólizas se cobraron sin incidentes.

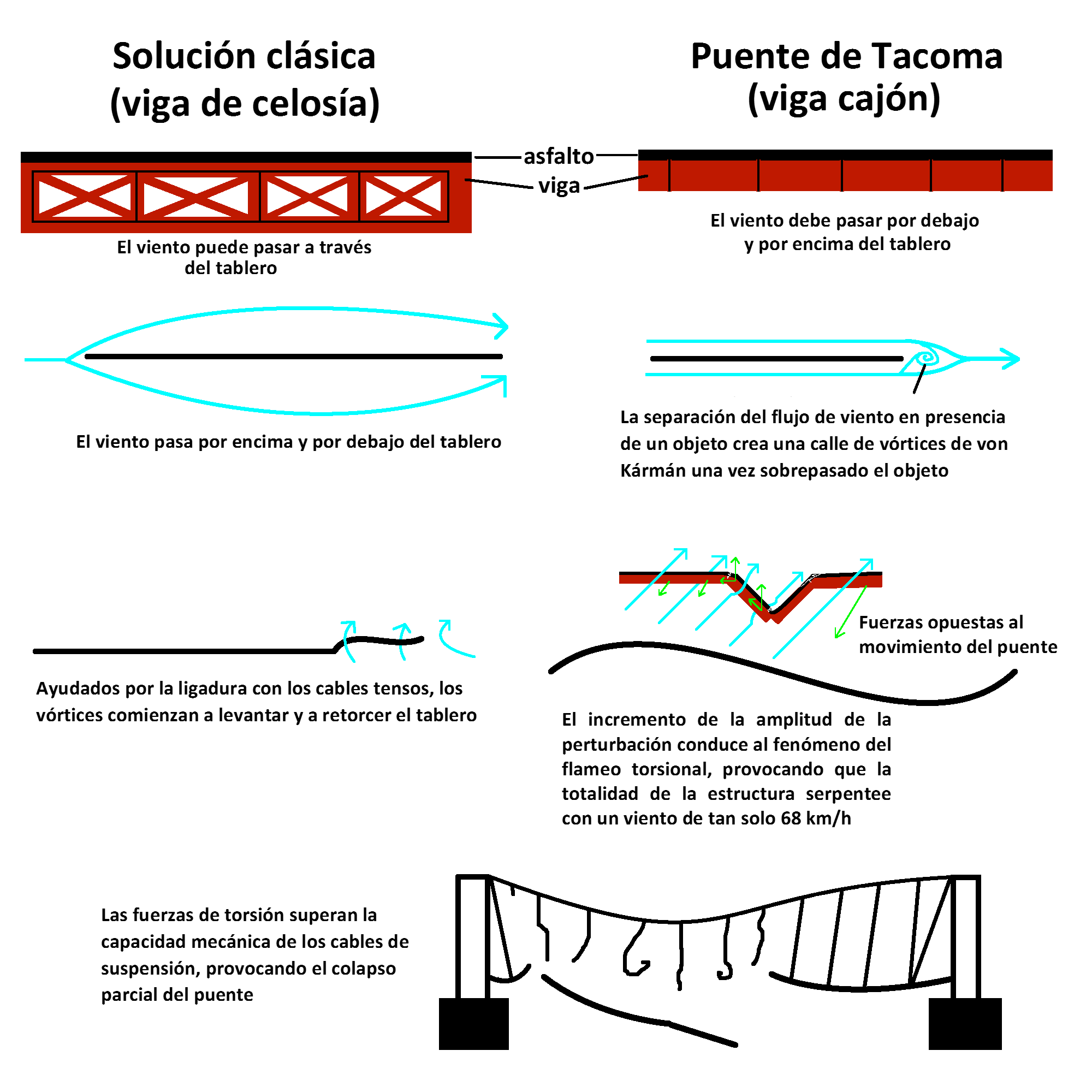
Representación simplificada del colapso del puente Tacoma Narrows

El 28 de noviembre de 1940, la Oficina Hidrográfica de la Marina informó que los restos del puente se encontraban en las coordenadas geográficas 47°16′00″N 122°33′00″O / 47.26667, -122.55000, a una profundidad de 180 pies (55 metros). 

### Película del colapso
El colapso del puente fue grabado en una película por Barney Elliott, dueño de una tienda de cámaras local. La película muestra a Leonard Coatsworth intentando rescatar a su perro, sin éxito, y luego abandonar el puente. En 1998, la Biblioteca del Congreso seleccionó The Tacoma Narrows Bridge Collapse para su preservación en el Registro Nacional de Películas de los Estados Unidos por ser cultural, histórica o estéticamente significativa. Este material de archivo todavía se muestra a los estudiantes de ingeniería, arquitectura y física como una historia de advertencia. Las películas originales de Elliott sobre la construcción y el colapso del puente fueron filmadas con película Kodachrome de 16 mm, pero la mayoría de las copias en circulación son en blanco y negro porque los noticiarios de aquel la día copiaron en película de 35 mm en blanco y negro. La mayoría de las copias en circulación también muestran que el puente oscila aproximadamente un 50 % más rápido que el tiempo real, debido a la suposición durante la conversión de que la película se había filmado a 24 fotogramas por segundo en lugar de la velocidad de 16 fotogramas por segundo que se utilizó durante la filmación original.
Un segundo rollo se localizó en febrero de 2019, una película tomada por Arthur Leach desde el lado del puente de Gig Harbor (hacia el oeste), y una de las únicas imágenes conocidas del colapso de ese lado. Leach era un ingeniero civil que servía como cobrador de peaje para el puente, y se cree que fue la última persona en cruzar el puente hacia el oeste antes de su colapso, tratando de evitar nuevos cruces desde el oeste cuando el puente comenzó a colapsar. Las imágenes de Leach (originalmente en una película pero luego grabadas en una cinta de video mediante la filmación de la proyección) también incluyen los comentarios de Leach en el momento del colapso.

### Comisión de la Agencia Federal de Obras
Una comisión formada por la Agencia Federal de Obras estudió el colapso del puente. Incluía a Othmar Ammann y Theodore von Kármán. Sin sacar conclusiones definitivas, la comisión exploró tres posibles causas del fallo: 
- Inestabilidad aerodinámica por vibraciones autoinducidas en la estructura.
- Formaciones de Eddy que pueden ser de naturaleza periódica.
- Efectos aleatorios de la turbulencia, que son las fluctuaciones aleatorias en la velocidad del viento.

### Causa del colapso
El puente original de Tacoma Narrows fue el primero en construirse con un cajón de acero al carbono anclado en bloques de hormigón; los diseños anteriores tenían típicamente vigas de celosía abiertas debajo de la plataforma. Este puente fue el primero de su tipo en emplear vigas de gran canto  (pares de vigas en doble T) para soportar la plataforma del tablero. Con los diseños anteriores, cualquier viento simplemente pasaba a través del armazón, pero en el nuevo diseño el viento se desviaba por encima y por debajo de la estructura. Poco después de que la construcción terminara a fines de junio (se abrió al tráfico el 1 de julio de 1940), se descubrió que el puente se balancearía y se doblaría peligrosamente en condiciones de viento relativamente suaves que son comunes en el área, y aún peor durante los vientos severos. Esta vibración fue transversal, la mitad del tramo central se elevaba mientras que la otra bajaba. Los conductores verían que los automóviles que se acercaban desde la otra dirección subían y bajaban, cabalgando la violenta ola de energía a través del puente. Sin embargo, en ese momento se consideró que la masa del puente era suficiente para mantenerlo estructuralmente sólido. 
El colapso del puente se produjo cuando un modo de torsión nunca antes experimentado, con vientos a una  velocidad de 40 mph (64 km/h). Este es el llamado modo de vibración torsional (que es diferente del modo de vibración transversal o longitudinal), por el que cuando el lado izquierdo de la carretera bajaba, el lado derecho subiría y viceversa (es decir, las dos mitades del puente torcidas en direcciones opuestas), con la línea central de la carretera aún inmóvil. Dos hombres comprobaron este fenómeno caminando a lo largo de la línea central, sin verse afectados por el aleteo de la calzada que subía y bajaba a cada lado. Esta vibración fue causada por el aleteo aeroelástico.
El aleteo es un fenómeno físico en el que varios grados de libertad de una estructura se acoplan en una oscilación inestable impulsada por el viento. Finalmente, la amplitud del movimiento producido por el aleteo aumentó más allá de la resistencia de una parte vital del puente, en este caso, los cables de suspensión. Una vez que varios cables fallaron, el peso de la plataforma se transfirió a los cables adyacentes que se rompieron por turno hasta que casi toda la plataforma central cayó al agua por debajo del vano. 

#### Hipótesis de la resonancia (debida al vórtice de Von Kármán)

Corriente alrededor de un obstáculo cilíndrico y su correspondiente calle de vórtices de von Kármán. La primera hipótesis del colapso del puente de Tacoma consideraba que la causa más probable era la resonancia (debida a la calle de vórtices de von Kármán), debido a que se pensaba que lafrecuencia de Strouhal asociada al vórtice era la misma que la frecuencia de vibración natural torsional. Se encontró que esto era incorrecto. El fallo real se debió al fenómeno del aleteo aeroelástico.

La espectacular destrucción del puente se usa a menudo como una lección objetiva de la necesidad de considerar tanto la aerodinámica como los efectos de resonancia en ingeniería civil y estructural. Billah y Scanlan (1991) informaron que, de hecho, muchos libros de texto de física (por ejemplo, Resnick et al. y Tipler et al.) explican erróneamente que la causa del fallo del puente de Tacoma Narrows fue un fenómeno de resonancia mecánica forzada externamente. La resonancia es la tendencia de un sistema a oscilar en amplitudes mayores en ciertas frecuencias, conocidas como las frecuencias naturales del sistema. En estas frecuencias, incluso fuerzas motrices periódicas relativamente pequeñas pueden producir vibraciones de gran amplitud, porque el sistema almacena energía. Por ejemplo, un niño que usa un columpio se da cuenta de que si los impulsos están adecuadamente sincronizados, el columpio puede moverse con una amplitud muy grande. La fuerza motriz, en este caso el niño que empuja el columpio, repone exactamente la energía que el sistema pierde si su frecuencia es igual a la frecuencia natural del sistema. 
Por lo general, el enfoque adoptado por esos libros de texto de física es introducir un oscilador forzado de primer orden, definido por la ecuación diferencial de segundo orden
| {\displaystyle m{\ddot {x}}(t)+c{\dot {x}}(t)+kx(t)=F\cos(\omega t)} | \| \| \| \| \| \| \| \| | (eq. 1) |
|                                                                      |                         |         |
|                                                                      |                         |         |

donde m c y  k representan la masa, el coeficiente de amortiguación y la rigidez del sistema lineal, y F y ω representan la amplitud y la frecuencia angular de la fuerza de excitación. La solución de dicha ecuación diferencial ordinaria en función del tiempo t representa la respuesta de desplazamiento del sistema (dadas las condiciones iniciales apropiadas). En el sistema anterior, la resonancia se produce cuando ω es aproximadamente    
{\displaystyle \omega _{r}={\sqrt {k/m}}}
es decir, {\displaystyle \omega _{r}} es la frecuencia natural (resonante) del sistema. El análisis de vibración real de un sistema mecánico más complicado, como un avión, un edificio o un puente, se basa en la linealización de la ecuación de movimiento para el sistema, que es una versión multidimensional de la ecuación (eq. 1). Su estudio requiere un análisis de valores propios y, posteriormente, se determinan las frecuencias naturales de la estructura, junto con los llamados modos fundamentales del sistema, que son un conjunto de desplazamientos y/o rotaciones independientes que especifican completamente la posición y orientación de los desplazamientos o deformaciones. El cuerpo o sistema, es decir, el puente, se mueve como una combinación (lineal) de esas posiciones básicas deformadas. 
Cada estructura tiene sus propias frecuencias naturales. Para que se produzca la resonancia, es necesario tener también periodicidad en la fuerza de excitación. Se suponía que el candidato más tentador de la periodicidad en la fuerza del viento era el llamado desprendimiento de vórtice. Esto se debe a que los cuerpos no aerodinámicos, como el cajón del tablero de un puente, en una corriente de fluido forma una estela, con un movimiento cuyas características dependen del tamaño y la forma del cuerpo y las propiedades del fluido. Estas estelas están acompañadas por vórtices de baja presión alternados en el lado del viento a favor del cuerpo (la llamada calle de vórtices de von Kármán). En consecuencia, el cuerpo intentará moverse hacia la zona de baja presión, en un movimiento oscilante llamado vibración inducida por vórtice. 
Eventualmente, si la frecuencia de desprendimiento de vórtices coincide con la frecuencia natural de la estructura, esta comenzará a resonar y su movimiento puede volverse autosostenido. 
La frecuencia de los vórtices en la calle de vórtices de von Kármán se llama la frecuencia de Strouhal {\displaystyle f_{s}}, y viene dada por
| {\displaystyle {\frac {f_{s}D}{U}}=S} | \| \| \| \| \| \| \| \| | (eq. 2) |
|                                       |                         |         |
|                                       |                         |         |

Aquí, U representa la velocidad de flujo, D es una longitud característica del cuerpo y S es el número de Strouhal adimensional, que depende del cuerpo en cuestión. Para números de Reynolds superiores a 1000, el número de Strouhal es aproximadamente igual a 0.21. En el caso de Tacoma, D  era de aproximadamente 8 pies (2,4 m) y S valía 0.20. 
Se piensa que la frecuencia de Strouhal estaba bastante cercana a una de las frecuencias de vibración naturales del puente, es decir, {\displaystyle 2\pi f_{s}=\omega } podría generar un fenómeno de resonancia impulsado por la vibración inducida por un vórtice.
En el caso del puente de Tacoma, esta no parece haber sido la causa del daño catastrófico. Según Frederick Burt Farquharson, profesor de ingeniería de la Universidad de Washington y uno de los investigadores principales de las causas del derrumbamiento del puente, el viento era sostenido, alcanzaba las 42 millas por hora (68 km/h) y la frecuencia del modo destructivo era 12 ciclos/minuto (0.2 Hz). Esta frecuencia tampoco coincidía con un modo natural de la estructura aislada, con ni la frecuencia de un vórtice de un cuerpo no aerodinámico frente a un viento con la velocidad  registrada (que debería ser de  aproximadamente 1 Hz).  Por lo tanto, el efecto del vórtice del flujo de aire alrededor de la viga-cajón no fue la causa del derrumbamiento del puente. El colapso puede ser entendido solo si se considera el acoplamiento del sistema aerodinámico y del estructural, lo que requiere un análisis matemático riguroso para revelar todos los grados de libertad de la estructura particular y el conjunto de cargas consideradas en su diseño.
Aun así, debe señalarse que la vibración inducida por un vórtice es un proceso mucho más complejo, que implica tanto a las fuerzas externas iniciales generadas por el viento, como a las fuerzas reactivas internas que limitan el movimiento de la estructura. Si las fuerzas del viento actúan sobre la estructura acercando su modo de oscilación a una de sus frecuencias naturales, cuando la amplitud aumenta esto tiene el efecto de cambiar las condiciones de frontera locales del flujo de aire, de modo que se inducen fuerzas que tienden a compensar por sí mismas el incremento de oscilación, restringiendo el movimiento a amplitudes relativamente benignas. Se trata de un fenómeno de resonancia claramente no lineal, incluso si el cuerpo opuesto al viento tiene un comportamiento aerodinámicante lineal, dado que la amplitud de las fuerzas inducidas de respuesta estructural tampoco tienen un comportamiento lineal.

#### La resonancia como posible causa
Billah y Scanlan llegaron a la conclusión de que Lee Edson, en su biografía de Theodore von Kármán, es la fuente de las posteriores informaciones erróneas: "El culpable del desastre de Tacoma fue la calle del vórtice de von Kármán".
Sin embargo, el informe de la investigación de la Administración Federal de Obras (en el que intervino von Kármán) concluyó que:

Es muy improbable que la resonancia motivada por los movimientos alternos generados por vórtices juegue un papel importante en las oscilaciones de los puentes colgantes. En primer lugar, se encontró que no existe una correlación clara entre la velocidad del viento y la frecuencia de oscilación, como se requiere en caso de resonancia con vórtices cuya frecuencia depende de la velocidad del viento.

Un grupo de físicos señalaron que "la amplificación de la oscilación torsional inducida por el viento" como un fenómeno distinto a la resonancia:

Los autores posteriores han rechazado la explicación de la resonancia, y su perspectiva se está extendiendo gradualmente a la comunidad física. La guía del usuario del DVD actual de la Asociación Americana de Maestros de Física (AAPT) indica que el colapso del puente "no fue un caso de resonancia". Bernard Feldman también concluyó en un artículo de 2003 para la revista The Physics Teacher que para el modo de oscilación torsional, "no se produce el comportamiento de resonancia sobre la amplitud como una función de la velocidad del viento".

Una fuente importante tanto para la guía del usuario de la AAPT como para Feldman fue un artículo publicado en 1991 en el American Journal of Physics por K. Yusuf Billah y Robert Scanlan. Según los dos ingenieros, el fallo del puente se relacionó con una amplificación de la oscilación torsional impulsada por el viento que, a diferencia de la resonancia, aumenta monótonamente al aumentar la velocidad del viento. La dinámica de fluidos implicada en esta amplificación es compleja, pero un elemento clave, tal como lo describen los físicos Daniel Green y William Unruh, es la creación de vórtices a gran escala por encima y por debajo de la calzada o cubierta, del puente. Hoy en día, los puentes están construidos para ser rígidos y tener mecanismos que amortiguan las oscilaciones. A veces incluyen una ranura en el centro de la cubierta para aliviar las diferencias de presión por encima y por debajo de la carretera.

 
Aun así, en cierta manera el debate se debe a la carencia de una definición precisa y generalmente aceptada del concepto de resonancia. Billah y Scanlan facilitan la definición siguiente de resonancia:

"En general, siempre que un sistema capaz de oscilar es sometido a una serie periódica de impulsos habiendo una frecuencia igual o casi igual a una de las frecuencias naturales de oscilación del sistema, el sistema oscilará con una amplitud relativamente grande".

Más adelante se preguntaban en su artículo: 

"¿Podría esto denominarse un fenómeno de resonancia? Para no contradecir la definición de la resonancia citada anteriormente, si se identifica la fuente de los impulsos periódicos como auto-inducidos, el viento suministra la energía, y el movimiento proporciona el mecanismo que la acumula. Incluso si se desea argumentar que se trata de un caso de resonancia lineal externamente forzada, la diferencia matemática ... es bastante clara, porque los sistemas autoexcitados difieren  considerablemente de los sistemas lineales resonantes ordinarios."

## Ventisca del Día del Armisticio
El entorno meteorológico que causó el colapso del puente también provocó la Ventisca del Día del Armisticio, que causó la muerte de 145 personas en el Medio Oeste:

Los fuertes vientos en Tacoma Narrows el 7 de noviembre de 1940 se relacionaron con un notable sistema de bajas presiones que atravesó todo el país y que cuatro días más tarde produjo la tormenta del Día del Armisticio, una de las tormentas más grandes que jamás haya azotado la región de los Grandes Lagos. Por ejemplo, cuando la tormenta llegó a Illinois, el titular de la portada del Chicago Tribune incluía las palabras "Los vientos más fuertes en este siglo aplastan la ciudad".

Se pueden encontrar detalles adicionales del análisis de la película y el video en la edición de noviembre de 2015 de la revista  The Physics Teacher, que también incluye una descripción más detallada de la tormenta del Día del Armisticio y de los fuertes vientos que anteriormente habían provocado que el Puente Tacoma Narrows oscilara, se retorciera y colapsara en las aguas de que tenía debajo.

## Destino de la superestructura colapsada
Los esfuerzos para salvar el puente comenzaron casi inmediatamente después de su colapso y continuaron hasta mayo de 1943. Dos juntas de revisión, una nombrada por el Gobierno Federal y otra nombrada por el Estado de Washington, concluyeron que la reparación del puente era imposible, que habría que desmantelar todo el puente y construirse otra superestructura completamente nueva. Dado que el acero era un producto especialmente valioso debido a la participación de los Estados Unidos en la Segunda Guerra Mundial, el acero de los cables del puente y de los tramos del tablero que se mantuvieron en suspensión se vendieron como chatarra para ser fundidos. La operación de rescate costó al estado más de lo que se obtuvo por la venta del material, una pérdida neta de más de 350.000 dólares (equivalentes a  6 millones en la actualidad).
Los anclajes de los cables, los pedestales de las torres y la mayor parte de la subestructura restante no sufrieron daños en el colapso y se reutilizaron durante la construcción del nuevo puente que se abrió en 1950. Las torres, que soportaban los cables principales de Gertie y la cubierta de la carretera, sufrieron grandes daños en sus bases al quedar desviadas 3,7 m  hacia la costa, como resultado del colapso del vano principal. Fueron desmanteladas, y el acero se recicló. 

### Preservación de la carretera colapsada

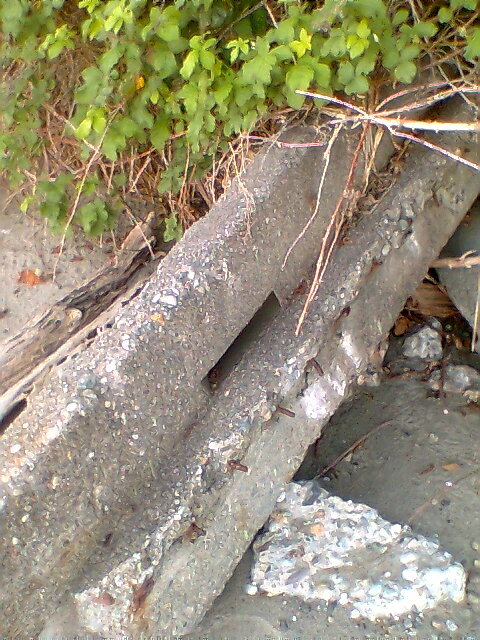
Restos del puente colapsado.

Los restos submarinos de la cubierta de la calzada del antiguo puente colgante actúan como un gran arrecife artificial, y están listados en el Registro Nacional de Lugares Históricos con el número de referencia 92001068.
El Museo de Historia Harbor muestra en su sala principal  información relativa al puente de 1940, a su colapso y a los dos puentes subsiguientes. 

### Una lección de historia
Othmar Ammann, un destacado diseñador de puentes y miembro de la Comisión de la Agencia Federal de Obras que investigó el colapso del puente de Tacoma Narrows, escribió: 

El colapso del puente de Tacoma Narrows nos ha proporcionado información muy valiosa ... Esto ha demostrado [que] cada nueva estructura [que] se proyecta en una nueva escala de magnitud implica nuevos problemas para la solución de los que ni la teoría ni la experiencia práctica proporcionan una guía adecuada. Es entonces cuando debemos confiar en gran medida en el juicio y si, como resultado, se producen errores o fallos, debemos aceptarlos como un precio para el progreso humano.

Después del incidente, los ingenieros tomaron precauciones adicionales para incorporar la aerodinámica en sus diseños, y la prueba de los diseños en túneles de viento finalmente se hizo obligatoria.
El puente Whitestone del Bronx, que contaba con un diseño similar al puente de Tacoma de 1940, se reforzó poco después del colapso. En 1943, se instalaron vigas de acero de 4,3 m (14 pies) de alto en ambos lados de la plataforma para reforzar y rigidizar el tablero del puente en un esfuerzo por reducir la oscilación. En 2003, se retiraron las vigas de refuerzo y se instalaron carenados aerodinámicos de fibra de vidrio a lo largo de ambos lados de la cubierta de la carretera. 
Una consecuencia clave fue que los tableros de los puentes colgantes volvieron a ser diseños de celosía más pesados y de mayor canto, incluido el puente de Tacoma (1950), hasta el desarrollo en la década de 1960 de puentes de viga-cajón con perfil aerodinámico, como el puente del Severn, reduciendo las fuerzas torsionales sobre el tablero y dotándolo de la rigidez necesaria para soportarlas.

## Nuevo puente
Debido a la escasez de materiales y de mano de obra como resultado de la participación de los Estados Unidos en la Segunda Guerra Mundial, pasaron 10 años antes de que se abriera al tráfico un nuevo puente, que se abrió al tráfico el 14 de octubre de 1950. Con una longitud de 5979 pies (1822,4 m), es 40 pies (12,2 m) más largo que el puente original. También posee más carriles que el puente original, que solo tenía dos carriles de tránsito, además de hombros en ambos lados. 
Medio siglo después, el nuevo puente excedió su capacidad de tráfico, y se construyó un segundo puente colgante paralelo para transportar el tráfico en dirección este. El puente colgante que se completó en 1950, se reconfiguró para transportar únicamente el tráfico hacia el oeste. El nuevo puente paralelo se abrió al tráfico en julio de 2007.

## Lecturas relacionadas
- "The Strangest, Most Spectacular Bridge Collapse (And How We Got It Wrong)" (diciembre de 2015). Un informe de investigación detallado y en profundidad sobre la complicada física detrás del colapso en términos sencillos, con videos, tablas, gráficos, diagramas, etc. Por Alex Pasternack, Motherboard
- Física ligada al colapso del puente Archivado el 8 de abril de 2011 en Wayback Machine.
- failurebydesign.info – Representación física y recursos
- Sudden lateral asymmetry and torsional oscillations in the original Tacoma suspension bridge, Joseph Malik, Journal of Sound and Vibration, Vol 332, Issue 15, 22 July 2013, p. 3772–3789. Artículo completo de pago, resumen visible gratuitamente

### Histórico
- 1940 Narrows Bridge Archivado el 11 de enero de 2012 en Wayback Machine. (construcción del puente de 1940) Departamento de Transporte del Estado de Washington
- Historia del Puente Tacoma Narrows Archivado el 27 de octubre de 2011 en Wayback Machine.
- Colección digital de bibliotecas de la Universidad de Washington - Colección Tacoma Narrows Bridge Más de 152 imágenes y textos que documentan el colapso en 1940 del Puente Tacoma Narrows. También cubre la creación de Galloping Gertie, estudios posteriores relacionados con su aerodinámica y, finalmente, la construcción de un segundo puente que atraviesa los Estrechos.
- El desastre del puente de los estrechos de Tacoma, noviembre de 1940
- Imágenes del colapso
- Información e imágenes del hundimiento
- Sitio oficial del puente de Tacoma Narrows
- Cronología de los puentes Archivado el 15 de diciembre de 2005 en Wayback Machine.
- Puente de Tacoma Narrows
- Animación suspendida - Failure Magazine (noviembre de 2000)
- Un clip de la película en Internet Archive
- Video de Youtube de oscilaciones de cubierta similares en un nuevo puente en Volgogrado en Rusia

- Datos: Q16985269
- Multimedia: Tacoma Narrows Bridge (1940) / Q16985269